# European Film Award du meilleur compositeur
Le prix du cinéma européen du meilleur compositeur (European Film Award for Best Composer) est une récompense cinématographique décernée depuis 1988 par l'Académie européenne du cinéma lors de la cérémonie annuelle des prix du cinéma européen.

## Palmarès

### Années 1980 - 1990
- 1988 : Youri Khanon pour Le Jour de l'éclipse (Dni zatmenia)
- 1989 : Andrew Dickson pour High Hopes
- 1990 : Jean-Claude Petit pour Cyrano de Bergerac
- 1991 : Hilmar Örn Hilmarsson pour Les Enfants de la nature (Börn Natturunnar)
- 1992 : Vincent van Warmerdam pour Les Habitants (De noorderlingen)
- 1993 - 1999 : non décerné

### Années 2000
- 2000 - 2003 : non décerné
- 2004 : Bruno Coulais pour Les Choristes
- 2005 : Rupert Gregson-Williams et Andrea Guerra pour Hôtel Rwanda
- 2006 : Alberto Iglesias pour Volver
- 2007 : Alexandre Desplat pour The Queen
- 2008 : Max Richter pour Valse avec Bachir (ואלס עם באשיר)
- 2009 : Alberto Iglesias pour Étreintes brisées (Los abrazos rotos)

### Années 2010
- 2010 : Alexandre Desplat pour The Ghost Writer
  - Ales Brezina pour Kawasaki's Rose (Kawasakiho růže)
  - Pasquale Catalano pour Le Premier qui l'a dit
  - Gary Yershon pour Another Year

- 2011 : Ludovic Bource pour The Artist
  - Alexandre Desplat pour Le Discours d'un roi (The King's Speech)
  - Alberto Iglesias pour La piel que habito
  - Mihály Víg pour Le Cheval de Turin (A torinói ló)

- 2012 : Alberto Iglesias pour La Taupe (Tinker Tailor Soldier Spy)
  - Cyrille Aufort et Gabriel Yared pour Royal Affair (En Kongelig Affære)
  - François Couturier pour La Petite Venise (Io sono Li)
  - George Fenton pour La Part des anges (The Angels' Share)

- 2013 : Ennio Morricone pour The Best Offer (La migliore offerta)

- 2014[1] : Mica Levi pour Under the Skin

- 2015 : Cat's Eyes pour The Duke of Burgundy

- 2016 : Ilya Demutsky pour Le Disciple

- 2017 : Evgueni and Sacha Galperine pour Faute d'amour

- 2018 : Christoph M. Kaiser et Julian Maas pour Trois jours à Quiberon (3 Tage in Quiberon)

- 2019 : John Gürtler pour Benni (Systemsprenger)

### Années 2020
- 2020 : Dascha Dauenhauer pour Berlin Alexanderplatz  Allemagne
- 2021 : Nils Petter Molvær et Peter Brötzmann pour Great Freedom
- 2022 : Paweł Mykietyn pour Eo  Pologne  Italie
- 2023 : Markus Binder pour Club Zero  Autriche  Royaume-Uni
- 2024 : Frederikke Hoffmeier (en) pour La Jeune Femme à l'aiguille